# Aktiengesellschaft für Industrie und Verkehrswesen
Die Aktiengesellschaft für Industrie und Verkehrswesen (AGIV) ist eine börsennotierte ehemalige Holdinggesellschaft, die eine Reihe von Industriebeteiligungen hielt und lange der BHF-Bank zuzurechnen war. Die aus ihr hervorgegangene AGIV Real Estate meldete im Dezember 2004 Insolvenz an.

## Geschichte
Mit Wirkung vom 1. Januar 1974 kam es zur Verschmelzung der beiden historischen Beteiligungsgesellschaften Allgemeine Lokalbahn- und Kraftwerke AG (ALOKA) und der AG für Verkehrswesen (AGV), die beide von der BHF-Bank kontrolliert waren, zur AG für Industrie und Verkehrswesen. Die AGIV war als Beteiligungsgesellschaft mit den Bereichen Bau, Maschinenbau, Verkehr sowie Vermögensverwaltung tätig.

### 1990er Jahre: Konzentration auf das Industriegeschäft
In den 1990er Jahren konzentrierte sich die AGIV mit einer Reihe von Zukäufen zunehmend auf den Maschinenbau und die Messtechnik und gab gleichzeitig die Bereiche Verkehr, Bau und Dienstleistungen sowie Minderheitsbeteiligungen ab. Gleichzeitig erfolgten zahlreiche Akquisitionen in dem neudefinierten Kernarbeitsgebiet. U.a. wurden verkauft: Wayss & Freytag (im Jahr 1996), Deutsche Eisenbahn-Gesellschaft (1997), in der alle Verkehrsaktivitäten gebündelt waren, die Bayerische Zugspitzbahn AG (1997) und die GAH-Gruppe (ehemals Kraftanlagen AG) (1998). Ebenso wurden Andritz AG und Barmag AG veräußert. Die letzten verbliebenen Industriebeteiligungen wurden im Mai 2000 veräußert.

### Neuausrichtung auf das Immobiliengeschäft und Insolvenz
Mit dem Verkauf der Industriebeteiligungen wurde die AGIV zu einem Immobilienunternehmen; zum Immobilienbestand der AGIV gehörten zu diesem Zeitpunkt 60 Objekte. Dazu zählten Eigentumswohnungen in Murnau, ein Parkhaus in Heidelberg, die Gloria-Passage in Berlin am Kurfürstendamm, die OsramHöfe in Berlin-Wedding, Bürogebäude in Hamburg, Lübeck und München. Das bekannteste Objekt des Konzerns, die Hackeschen Höfe in Berlin, wurden später an einen deutschen Privatinvestor veräußert.
Im Mai 2001 schließlich stieg der langjährige Aktionär BHF-Bank mit dem Verkauf seines 49-%-Anteils an die HBAG Real Estate AG aus, die ihren Anteil an der AGIV anschließend auf 50,05 % ausbaute und dann im Juli 2002 mit der HBAG verschmolz. Die Unternehmensgeschichte der HBAG reicht bis 1998 zurück. Der Geschäftsmann Rainer Behne übernahm mit Partnern den Börsenmantel der 1920 gegründeten Kühltransit AG Hamburg von der WCM AG, die aber weiterhin 17,5 % hielt. Die Kühltransit firmierte anschließend in HBAG Real Estate AG.
Im Dezember 2004 musste die AGIV Real Estate einen Insolvenzantrag stellen.